# José Francisco Torres
José Francisco Torres Mezzell (Longview, 29 ottobre 1987) è un calciatore statunitense con cittadinanza messicana, centrocampista svincolato.

## Biografia
Di padre originario del Messico e madre statunitense, possiede entrambe le cittadinanze.

## Carriera

### Club
Torres è stato ingaggiato dal Pachuca mentre frequentava, ancora, la scuola in Texas. Nel 2008, è riuscito a conquistare un posto da titolare in squadra come centrocampista centrale. È stato impiegato in tutti i tre incontri del Pachuca nella Coppa del mondo per club FIFA 2008, partendo da titolare in due di questi. Nella finale di InterLiga 2009, Torres ha segnato il calcio di rigore che ha mandato il Pachuca in Coppa Libertadores 2009.

### Nazionale
Torres era convocabile sia dal Messico, paese nel quale ha sempre giocato, che dagli Stati Uniti, ossia il paese che gli ha dato i natali. Entrambe le Nazionali hanno osservato i suoi progressi al Pachuca.
Torres è stato invitato da Piotr Nowak a giocare per gli Stati Uniti under 23 alla XXIX Olimpiade, a Pechino. Torres ha però rifiutato la proposta, quando il Pachuca gli ha offerto un posto da titolare se non fosse partito. Comunque, soltanto tre mesi dopo, il 2 ottobre 2008, Torres ha annunciato l'intenzione di rappresentare gli Stati Uniti a livello internazionale. Il commissario tecnico Bob Bradley lo ha così convocato pochi giorni dopo.
Ha debuttato l'11 ottobre 2008 nella partita contro Cuba, entrando in campo per sostituire Heath Pearce. L'esordio da titolare, invece, è arrivato nell'incontro successivo, contro Trinidad e Tobago, quattro giorni dopo. Torres è stato incluso anche nella squadra che avrebbe affrontato il Messico a febbraio 2009, ma non è stato utilizzato. Il 3 giugno, è partito da titolare contro la Costa Rica, ma all'intervallo è stato sostituito e non è stato convocato per la gara seguente contro l'Honduras. È stato incluso nei convocati per la FIFA Confederations Cup 2009.

## Palmarès

### Club

#### Competizioni internazionali
- Coppa Sudamericana: 1

Pachuca: 2006
- CONCACAF Champions' Cup: 2

Pachuca: 2007, 2008
- SuperLiga Nordamericana: 1

Pachuca: 2007

#### Competizioni nazionali
- Campionato messicano: 4

Pachuca: Clausura 2007
Tigres UANL: Apertura 2015, Apertura 2016, Apertura 2017
- Campeón de Campeones: 3

Tigres UANL: 2016, 2017, 2018
- Supercoppa del Messico: 3

Tigres UANL: 2016, 2017, 2018

### Nazionale
- Gold Cup: 1

2013